# Dichelonyx vicina
Dichelonyx vicina är en skalbaggsart som beskrevs av Henry Clinton Fall 1901. Dichelonyx vicina ingår i släktet Dichelonyx och familjen Melolonthidae. Utöver nominatformen finns också underarten D. v. columbiana.